# Xinxing
Xinxing (en chino simplificado, 新兴县; pinyin, Xīnxīng xiàn) es un condado bajo la administración directa de la ciudad-prefectura de Yunfu. Se ubica al oeste de la provincia de Cantón, en el sur de la República Popular China. Su área es de 1521 km² y su población total para 2018 fue más de 400 mil habitantes.

## Administración
El condado de Xinxing  se divide en 12 pueblos que se administran en poblados.